# Tennistoernooi van Rome 2017
|                                          |  |                                         |
| Elina Svitolina, winnares bij de vrouwen |  | Alexander Zverev, winnaar bij de mannen |

Het tennistoernooi van Rome van 2017 werd van 14 tot en met 21 mei 2017 gespeeld op de gravelbanen van het Foro Italico in de Italiaanse hoofdstad Rome. De officiële naam van het toernooi was Internazionali BNL d'Italia.
Het tennistoernooi van Rome trok 223.983 toeschouwers.
Het toernooi bestond uit twee delen:
- WTA-toernooi van Rome 2017, het toernooi voor de vrouwen
- ATP-toernooi van Rome 2017, het toernooi voor de mannen

## Toernooikalender
| Rome              | mei 2017 | mei 2017 | mei 2017 | mei 2017 | mei 2017 | mei 2017 | mei 2017 | mei 2017    | mei 2017     | mei 2017 |
| Rome              | zon 14   | maa 15   | din 16   | din 16   | woe 17   | woe 17   | don 18   | vrĳ 19      | zat 20       | zon 21   |
| ----------------- | -------- | -------- | -------- | -------- | -------- | -------- | -------- | ----------- | ------------ | -------- |
| vrouwenenkelspel  |          | 1e ronde | 1e ronde | 2e ronde | 2e ronde | 2e ronde | 3e ronde | kwartfinale | halve finale | finale   |
| vrouwendubbelspel |          | 1e ronde | 1e ronde | 1e ronde | 1e ronde | 2e ronde | 2e ronde | kwartfinale | halve finale | finale   |
| mannenenkelspel   | 1e ronde | 1e ronde | 1e ronde | 2e ronde | 2e ronde | 2e ronde | 3e ronde | kwartfinale | halve finale | finale   |
| mannendubbelspel  |          | 1e ronde | 1e ronde | 1e ronde | 2e ronde | 2e ronde | 2e ronde | kwartfinale | halve finale | finale   |

ATP-toernooi van Rome – WTA-toernooi van Rome

1990 · 1991 · 1992 · 1993 · 1994 · 1995 · 1996 · 1997 · 1998 · 1999 · 2000 · 2001 · 2002 · 2003 · 2004 · 2005 · 2006 · 2007 · 2008 · 2009 · 2010 · 2011 · 2012 · 2013 · 2014 · 2015 · 2016 · 2017 · 2018 · 2019 · 2020 · 2021 · 2022 · 2023 · 2024